# Jalladiampet
Jalladiampet (ook wel Jalladiyanpettai genoemd) is een census town in het district Chennai van de Indiase staat Tamil Nadu.

## Demografie
Volgens de Indiase volkstelling van 2001 wonen er 7576 mensen in Jalladiampet, waarvan 51% mannelijk en 49% vrouwelijk is. De plaats heeft een alfabetiseringsgraad van 70%. 